# Daeda siporensis
Daeda siporensis är en insektsart som först beskrevs av Baker 1927.  Daeda siporensis ingår i släktet Daeda och familjen Flatidae. Inga underarter finns listade i Catalogue of Life.